# Acaena exigua
Acaena exigua är en rosväxtart som beskrevs av Asa Gray. Acaena exigua ingår i släktet taggpimpineller, och familjen rosväxter. Inga underarter finns listade i Catalogue of Life.